# Оббивальник меблів

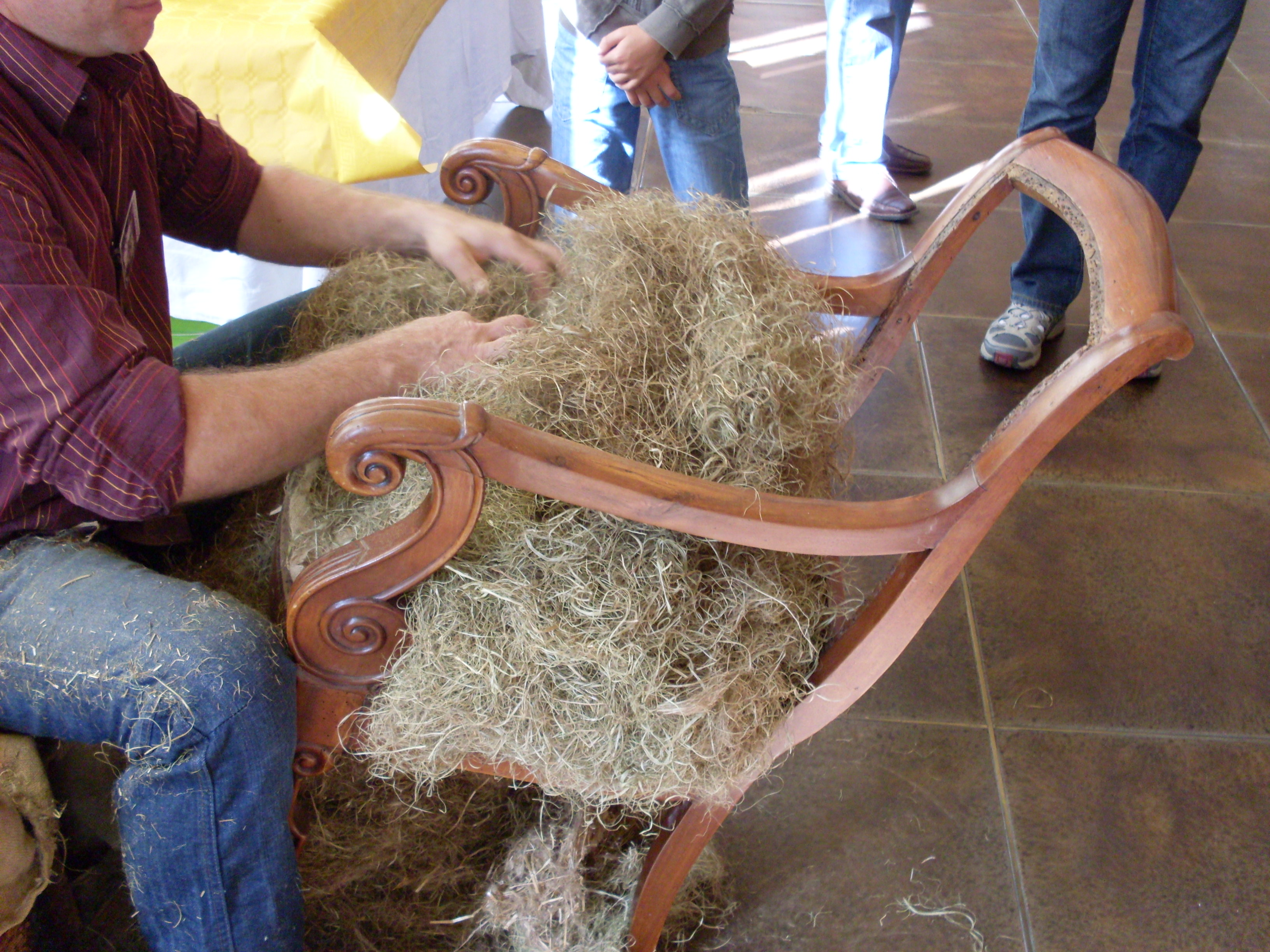

Оббива́льник ме́блів — майстер мебляр, який виконує заміну чи встановлення лицьового покриття м'яких меблів (тканини, штучної шкіри, натуральної шкіри). Основні місця роботи оббивальників меблів це меблеві фабрики та майстерні по оббивці м'яких меблів (також перетяжка меблів). У виробничому циклі оббивальник є сполучною ланкою між майстром каркасником та швачкою адже спочатку необхідно підготовити каркас меблів (наклеювання поролону та синтепону, встановлення механізму трансформації). Паралельно швачка шиє чохли, які потім оббивальник натягне і зафіксує на каркасі. В Україні професія оббивальника меблів є досить поширеною. У списку професій вона має Код КП 7437. Професійна група «Робітники».
Оббивальник повинен знати:
- Типи конструкцій м'яких меблів;
- Технологію виготовлення шаблонів для викройок;
- Способи розрахунку складних геометричних побудов;
- Прийоми виконання оббивальних робіт за кресленнями;
- Сорти, якість і властивості оббивних матеріалів.